# Belgio ai Giochi della V Olimpiade
Il Belgio partecipò ai Giochi della V Olimpiade che si sono svolti a Stoccolma dal 5 maggio al 27 luglio 1912, con una delegazione di 36 atleti impegnati in nove discipline.

## Medaglie
| Medaglia | Nome   | Sport      | Evento                                 |                 |
| -------- | ------ | ---------- | -------------------------------------- | --------------- |
| Bronzo   | Belgio | Pallanuoto | Pallanuoto ai Giochi della V Olimpiade | Torneo maschile |

## Risultati

### Pallanuoto
| Atleta | Classifica                                                                                 |                   |
| --- | ------------------------------------------------------------------------------------------ | ----------------- |
| V · D · M Nazionale maschile belga di pallanuoto · Giochi olimpici - Stoccolma 1912 Durant · Donners · Boin · Meyboom · Pletincx · Grégoire · Courbet · Hoffman · Nijs · CT : - | Bronzo                                                                                     |                   |
| Nazionale maschile belga di pallanuoto · Giochi olimpici - Stoccolma 1912 |                                                                                            |                   |
| Durant · Donners · Boin · Meyboom · Pletincx · Grégoire · Courbet · Hoffman · Nijs · CT: -                                                                                      | Durant · Donners · Boin · Meyboom · Pletincx · Grégoire · Courbet · Hoffman · Nijs · CT: - | Belgio (bandiera) |